# Pierrefitte-en-Auge
Pierrefitte-en-Auge – miejscowość i gmina we Francji, w regionie Normandia, w departamencie Calvados.
Według danych na rok 1990 gminę zamieszkiwały 122 osoby, a gęstość zaludnienia wynosiła 22 osoby/km² (wśród 1815 gmin Dolnej Normandii Pierrefitte-en-Auge plasuje się na 764. miejscu pod względem liczby ludności, natomiast pod względem powierzchni na miejscu 837.).